# Dressed in Black
Dressed in Black este o piesă a formației britanice Depeche Mode. Piesa a apărut pe albumul Black Celebration, în 1986.